# Pseudoplantago
Pseudoplantago es un género de plantas fanerógamas  pertenecientes a la familia Amaranthaceae. Comprende 2 especies descritas y  aceptadas.

## Taxonomía
El género fue descrito por Karl Suessenguth y publicado en Repertorium Specierum Novarum Regni Vegetabilis 35: 334. 1934. La especie tipo es: Pseudoplantago friesii Suess.

## Especies
- Pseudoplantago bisteriliflora C.C.Towns.
- Pseudoplantago friesii Suess.